# قائمة الكويكبات المفقودة

أكثر من 700،000 كوكب صغير قد تم رصده، وكثير منها فقدت بسبب بيانات الرصد غير الكافية.

الكويكبات المفقودة والكواكب الصغيرة المفقودة هي كواكب صغيرة وكويكبات التي فقد المراقبين مسارها بسبب قصر فترة قوس المراقبة لكي يتم التنبؤ بدقة بالموقع المستقبلي للكوكب الصغير. العديد من الكويكبات التي اكتشفت في وقت مبكر قد فقدت واكتشفت مرة أخرى في الثمانينات والتسعينات، ولكن عددا من الكواكب الصغيرة مازال مفقودا.
بعض التقديرات تشير إلى أن هناك الآلاف، إن لم يكن عشرات الآلاف من الكويكبات، والكواكب الصغيرة التي رصدت وفقدت ولا يمكن العثور عليها عن طريق توجيه التلسكوبات إلى مواقعها المتوقعة، بسبب عدم قدرة توقع فلكها اما بسبب كون مدارتها كبيرة جدا أو لأنها حاليا خافتة الضوء جدا بحيث لا يمكن الكشف عنها.
بعض الكواكب والمذنبات الصغيرة التي اكتشفت خلال العقود السابقة «فقدت» لأن بيانات الرصد التي حصل عليها لم تكن كافية لتحديد مدارها المتوقع. بدون هذه المعلومات، فإن علماء الفلك لا يعرفون أين ينظرون لرصد الجرم الفلكي في التواريخ المستقبلية.
في بعض الأحيان، «الأجرام الفلكية المكتشفة حديثا» تبين أنها مجرد إعادة اكتشاف لجرم فلكي قد فقد في وقت سابق. ويمكن تحديد ذلك عن طريق حساب مدار الجرم الفلكي «الجديد» بالرجوع إلى الوراء وفحص موقعة السابق مقارنة مع تلك البيانات المسجلة سابقا. وهذا قد يعود لطول فترة قوس المراقبة، وبالتالي تحديد المدار بشكل أكثر دقة. وللمذنبات حسابات للمدار التراجعي صعب الحساب خصوصا بسبب القوى غير الجاذبة التي يمكن أن تؤثر على مداراتها، مثل الانبعاثات المتدفقة للغاز من نواة المذنب. ومع ذلك فأن برايان مارسدن تخصص في الميكانيكا السماوية والفلكية، وجمع البيانات على مواقع الكويكبات والمذنبات وحساب مداراتها والقوى غير الجاذبة، والجدير بالذكر أنه تنبأ مرة واحدة وبنجاح بعودة المذنب سويفت تتل عام 1992 وهو من المذنبات الدورية التي فقدت 

## نظرة عامة
في الجدول أدناه مجموعة صغيرة من بعض أوائل الكويكبات المفقودة أو البارزة مع تواريخ اكتشافها وإعادة اكتشافها.قد يكون العدد الحقيقي للكويكبات المفقودة أكثر من 150,000 .وهناك أيضا حوالي 30,000 من الأجرام الفلكية الصغيرة غير المرقمة برمز الحالة من U = 9 (كواكب صغيرة لم يتم تأكيد مداراتها)مما يدل على غموض توقع مدارها، إن العديد من هذه الأجرام الفلكية الصغيرة رصدت منذ سنوات مضت إن لم يكن منذ عقود ويجب اعتبارها مفقودة.وهناك أيضا أكثر من ألف من (الأجسام القريبة من الأرض) لديها قوس مراقبة من يوم أو يومين فقط.

## إعادة اكتشاف في القرن 20
ارتفع عدد الكويكبات التي رصدت مرة واحدة والتي لم ترصد مرة أخرى على امتداد القرن 19 والقرن 20، ولكن أدى تحسن التلسكوبات وعمليات وتقنيات البحث لحل معظم هذه الحالات بين عامي 1970 و 2000. وهناك أمثلة سابقة على ذلك، مثل الكويكب 132 AETHRA، الذي ضاع بين عامي 1873 و 1922.

### عقد 1970
| الجرم المسترد | وصف |
| ------------- | --- |
| 1862 أبولو    | أبولو كويكب من النوع كيو وجرم قريب من الأرض وأول عضو معترف به من كويكبات أبولو والية تنسب، اكتشف من قبل كارل فيلهلم في عام 1932، لكنه فقد ولم يسترد حتى عام 1973. |
| 1916 بورياس   | كويكب آمور، عين مؤقتا 1953 RA، اكتشف في 1 سبتمبر 1953 من قبل سيلفان جوليان فيكتور آريند في المرصد الملكي في بلجيكا. |
| 1922 زولو     | كويكب خارج حزام الكويكبات الرئيسي، عين مؤقتا 1949 HC، اكتشف في 25 نيسان 1949 من قبل إرنست ليونارد جونسون في جوهانسبرغ وقد فقد هذا الكويكب بعد وقت قصير من اكتشافة واكتشف مرة أخرى في عام 1974 من قبل ريتشارد يوجين، تشنغ يوان شاو وجي إتش بولجر بناء على موقع تنبأ به سي. م باردويل من مرصد سينسيناتي |

### عقد 1980 وعقد 1990
| الجرم المسترد   | وصف |
| --------------- | --- |
| أدالبيرتا (330) | عين بشكل مؤقت 1892 X، لم يكتشف مرة أخرى، لأنه تبين أن عمليات الرصد كانت خاطئة واعيد تعيينه في وقت لاحق إلى CB A910 بعد أن تقرر نتائج 1892 X كانت خاطئة. 2006 HH123 كوكب صغير آخر فقد أن تبين ايضا أن نتائج الرصد خاطئة. |
| 843 نيكولايا    | ، عين مؤقتا 1916 AN واعيد اكتشافة في المعهد الفلكي (جامعة هايدلبرغ) في عام 1981. |
| 473 Nolli       | عين مؤقتا 1901 GC تم اكتشافه من قبل ماكس وولف في 13 شباط 1901، لكنه بقي مفقودا لعقود عديدة حتى تم العثور عليه أخيرا، بعد 86 عاما في عام 1987. |
| 724 Hapag       | أول مرة تم رصده عن طريق يوهان بليسا في عام 1911. وعين مؤقتا 1911 NC، ولكنة فقد حتى تم اكتشافها في عام 1988. |
| 719 ألبرت       | كويكب 719 ألبرت (1911 MT) كويكب قريب من الأرض رصد أول مرة عن طريق يوهان بليسا في عام 1911. ولكنه فقد نظرا لعدم الدقة الحساب في مداره، ولم يسترد حتى عام 2000، عندما رصده جيفري لارسن باستخدام بيانات من Spacewatch (مشروع مسح الكويكبات) في وقت اعادة اكتشافه، كويكب كان ألبرت آخر ما تبقى من "الكويكب المفقودة" المرقمة (بما ان كويكب 69230 هيرميس لم يرقم حتى عام 2003) |
| 878 ميلدريد     | كويكب في حزام الكويكبات من كويكبات نيسا.عين بشكل مؤقت 1916، واكتشف أصلا في عام 1916 في مرصد جبل ويلسون ولكنه فقد في وقت لاحق حتى لوحظ مرة أخرى في عامي 1985 و 1991 |
| سايرن 1009      | عين بشكل مؤقت 1923 PE، اكتشف في 31 أكتوبر 1923 من قبل كارل فيلهلم ورصده لمدة 4 أشهر ولكنة فقد وتم العثور في عام 1982 من قبل J. جيبسون في مرصد بالومار، ونقح تقويمة الفلكي |
| 1026 إنغريد     | اكتشف من قبل كارل فيلهلم في 13 أغسطس 1923 التعيين المؤقت 1923 NYوتم التعرف عليه في عام 1986 من قبل الفلكي الياباني سويتشي ناكانو. |
| 1179 ماللي      | اكتشف ماللي بواسطة ماكس وولف يوم 19 مارس 1931، التعيين المؤقت 1931 FD تم اكتشافه مرة اخرى في عام 1986 من قبل لوتز شمايدل، ريتشارد مارتن وست وهانز إميل شوستر. . |

### اجرام فلكية صغيرة مستردة بارزة
- الكويكب 1125 تيشاينا أثناء دراسته في شيكاغو في عام 1928، اكتشف الفلكي الصيني تشانغ يوجي كويكب الذي أعطي التعيين المؤقت 1928 UF، وبعد ذلك الرقم 1125. وأطلق عليه اسم «الصين»، أو "中華" Zhōnghuá. وبالرغم من ذلك لم يلحظ هذا الكويكب بناء على ظهوره الأولي، ولا يمكن حساب مدارة الدقيق

في 30 أكتوبر عام 1957، اكتشف مرصد الجبل الأرجواني في الصين كويكب جديد، وبالإتفاق مع تشانغ يوجي أعيد تعيين الجرم الجديد تحت التعيين 1957 UN1 والتعيين الرسمي لة 1125 تيشاينا (1125 الصين) بدلا من الكويكب المفقود 1928 UF. ومع ذلك، في عام 1986، تم تأكيد ان الجرم المكتشف حديثا 1986 QK1 أنما هو إعادة اكتشاف للجرم الأصلي 1928 UF، وتمت تسميته رسميا 3789 تشونغهوا، والذي هو أيضا اسم للصين.

## اقرأ أيضا
- رصد فلكي
- قوس المراقبة

## وصلات خارجية
- مركز الكواكب الصغيرة: أخطار الكويكبات، الجزء 2: تحدي كشفها على يوتيوب (دقيقة. 7:14)
- مركز الكواكب الصغيرة: أخطار الكويكبات، الجزء 3:  العثور على المسار على يوتيوب (دقيقة. 5:38)